# Ginásio Municipal de Esportes (Bento Gonçalves)
O Ginásio Municipal de Esportes é um ginásio poliesportivo, localizado na cidade gaúcha de Bento Gonçalves. Tem capacidade para 4 000 pessoas e recebe eventos de futsal e vôlei, com seu times mandantes dos respectivos esportes, Bento Gonçalves Futsal e Bento Vôlei.